# Murray Grapentine
Murray Grapentine (ur. 24 sierpnia 1977 roku w Wetaskwin, Alberta) – kanadyjski siatkarz, występujący na pozycji środkowego bloku, obecnie grał w Lube Banca Macerata. W reprezentacji Kanady występuje od 2000 r. zaliczył w niej 160 oficjalnych spotkań, zaś w nieoficjalnych występował ok. 500 razy.

## Kariera
- 1998–1999: University of Alberta
- 1999–2000: Soria
- 2000–2002: Tours VB
- 2002–2005: Paris Volley
- 2005–2006: UVB Narbonne
- 2006–2007: AS Cannes VB
- 2007–2008: Lube Banca Macerata

## Sukcesy
Mistrzostwo Francji (1)
- zwycięstwo: 2003

Puchar Francji (2)
- zwycięstwo: 2004, 2007
- finalista: 2006